# (29893) 1999 GW37
A (29893) 1999 GW37 a Naprendszer kisbolygóövében található aszteroida. A LINEAR projekt keretében fedezték fel 1999. április 12-én.